# Maurício Barros
Maurício Carvalho de Barros (Rio de Janeiro, 8 de abril de 1964) é um tecladista, produtor musical e músico brasileiro. É um dos fundadores da banda de rock carioca Barão Vermelho.

## Biografia
Maurício Carvalho de Barros nasceu no Rio de Janeiro, capital fluminense, no ano de 1964. Após assistirem a um show da banda Queen no Estádio do Morumbi, em São Paulo, surgiu o desejo em Maurício juntamente com Guto Goffi de formarem uma banda de rock. Em outubro de 1981, os dois estudantes do Colégio da Imaculada Conceição, no Rio de Janeiro, escolheram o nome: Guto sugeriu e Maurício concordou que a banda usaria o codinome do aviador alemão Manfred von Richthofen, principal inimigo dos Aliados na Primeira Guerra Mundial: Barão Vermelho. Dias depois, a dupla se uniu ao baixista Dé Palmeira e o guitarrista Frejat.
Posteriormente, Cazuza integrou o vocal da banda - por indicação de Leo Jaime. Ezequiel Neves também participou da formação da banda como mentor da banda. Como tecladista, Maurício participou dos primeiros discos do Barão Vermelho e no ano de 1987, estreou como produtor na gravação do álbum Eterno Grito da banda underground Second Come. No ano seguinte, deixou o Barão Vermelho para dedicar-se a banda de rock carioca Buana 4, que chegou a lançar um disco pela EMI-Odeon Records. Em 1990, retornou ao Barão Vermelho.
Dando prosseguimento a carreira do Barão, em 1997, voltou a dedicar-se na função de produtor musical ao produzir o disco do grupo Berro, em 1997. Desde 2001, além das atividades do Barão, vem dedicando-se a ser produtor dos álbuns solos de Frejat e de Maurício Negão. Como compositor, participou da concepção de músicas como Por Você, Puro êxtase e Amor pra recomeçar.
Em abril de 2022, lançou o álbum solo Não tá fácil pra ninguém. O álbum possuí participações com Fausto Fawcett e Arnaldo Antunes. No mesmo ano, em entrevista para a IstoÉ, declarou voto na eleição presidencial para Luiz Inácio Lula da Silva (PT).